# Yordan Atsev
Pour les articles homonymes, voir Atsev.
 (juin 2024).
La mise en forme du texte ne suit pas les recommandations de Wikipédia : il faut le « wikifier ».
Les points d'amélioration suivants sont les cas les plus fréquents. Le détail des points à revoir est peut-être précisé sur la page de discussion.
- Les titres sont pré-formatés par le logiciel. Ils ne sont ni en capitales, ni en gras.
- Le texte ne doit pas être écrit en capitales (les noms de famille non plus), ni en gras, ni en italique, ni en « petit »…
- Le gras n'est utilisé que pour surligner le titre de l'article dans l'introduction, une seule fois.
- L'italique est rarement utilisé : mots en langue étrangère, titres d'œuvres, noms de bateaux, etc.
- Les citations ne sont pas en italique mais en corps de texte normal. Elles sont entourées par des guillemets français : « et ».
- Les listes à puces sont à éviter, des paragraphes rédigés étant largement préférés. Les tableaux sont à réserver à la présentation de données structurées (résultats, etc.).
- Les appels de note de bas de page (petits chiffres en exposant, introduits par l'outil «  Source ») sont à placer entre la fin de phrase et le point final[comme ça].
- Les liens internes (vers d'autres articles de Wikipédia) sont à choisir avec parcimonie. Créez des liens vers des articles approfondissant le sujet. Les termes génériques sans rapport avec le sujet sont à éviter, ainsi que les répétitions de liens vers un même terme.
- Les liens externes sont à placer uniquement dans une section « Liens externes », à la fin de l'article. Ces liens sont à choisir avec parcimonie suivant les règles définies. Si un lien sert de source à l'article, son insertion dans le texte est à faire par les notes de bas de page.
- La présentation des références doit suivre les conventions bibliographiques. Il est recommandé d'utiliser les modèles {{Ouvrage}}, {{Chapitre}}, {{Article}}, {{Lien web}} et/ou {{Bibliographie}}. Le mode d'édition visuel peut mettre en forme automatiquement les références.
- Insérer une infobox (cadre d'informations à droite) n'est pas obligatoire pour parachever la mise en page.

Pour une aide détaillée, merci de consulter Aide:Wikification.
Si vous pensez que ces points ont été résolus, vous pouvez retirer ce bandeau et améliorer la mise en forme d'un autre article.
 (juin 2024).
 (juin 2024).
Yordan Atsev (en bulgare : Йордан Ацев), est un militant et révolutionnaire bulgare, membre de la VMORO et de la direction révolutionnaire de la ville de Prilep,.

## Biographie
On sait très peu de chose sur ses origines, mais il est né dans le quartier Varosh, à Prilep, alors dans l'Empire ottoman. Il travaille d'abord comme enseignant avant de rejoindre le comité révolutionnaire local et la VMORO.

À Prilep, il est le professeur du futur écrivain et révolutionnaire Dimitar Talev, qui le décrit comme "retenu et doux", "très bon pédagogue", avec "une personnalité très intéressante". Cependant, malgré sa grande patience, le petit Talev parvient à l'énerver et reçoit une gifle. "Et je peux dire - Talev sourit - que cette gifle a fait de moi un écrivain." 

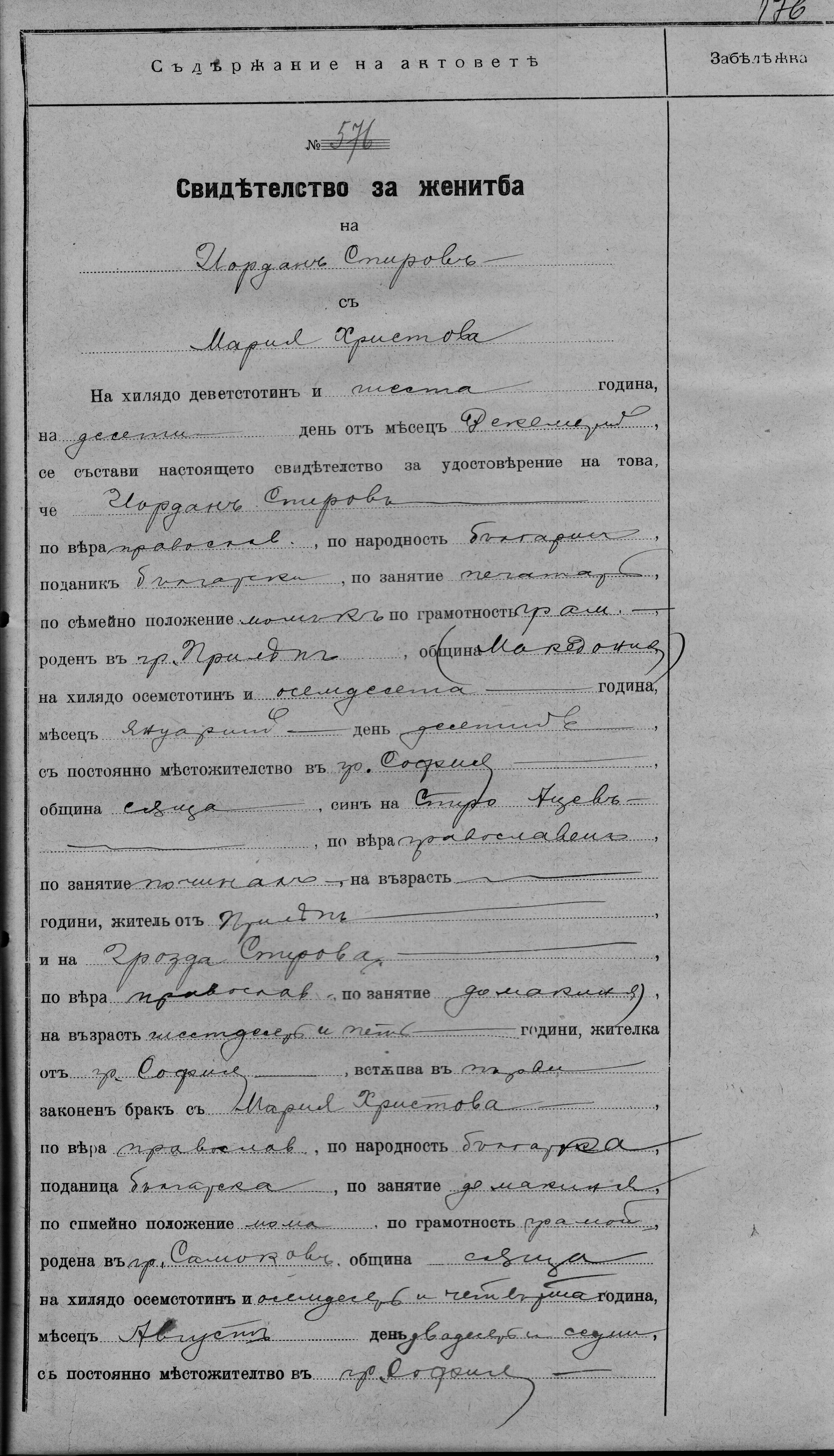
Acte de mariage, 10 décembre 1906
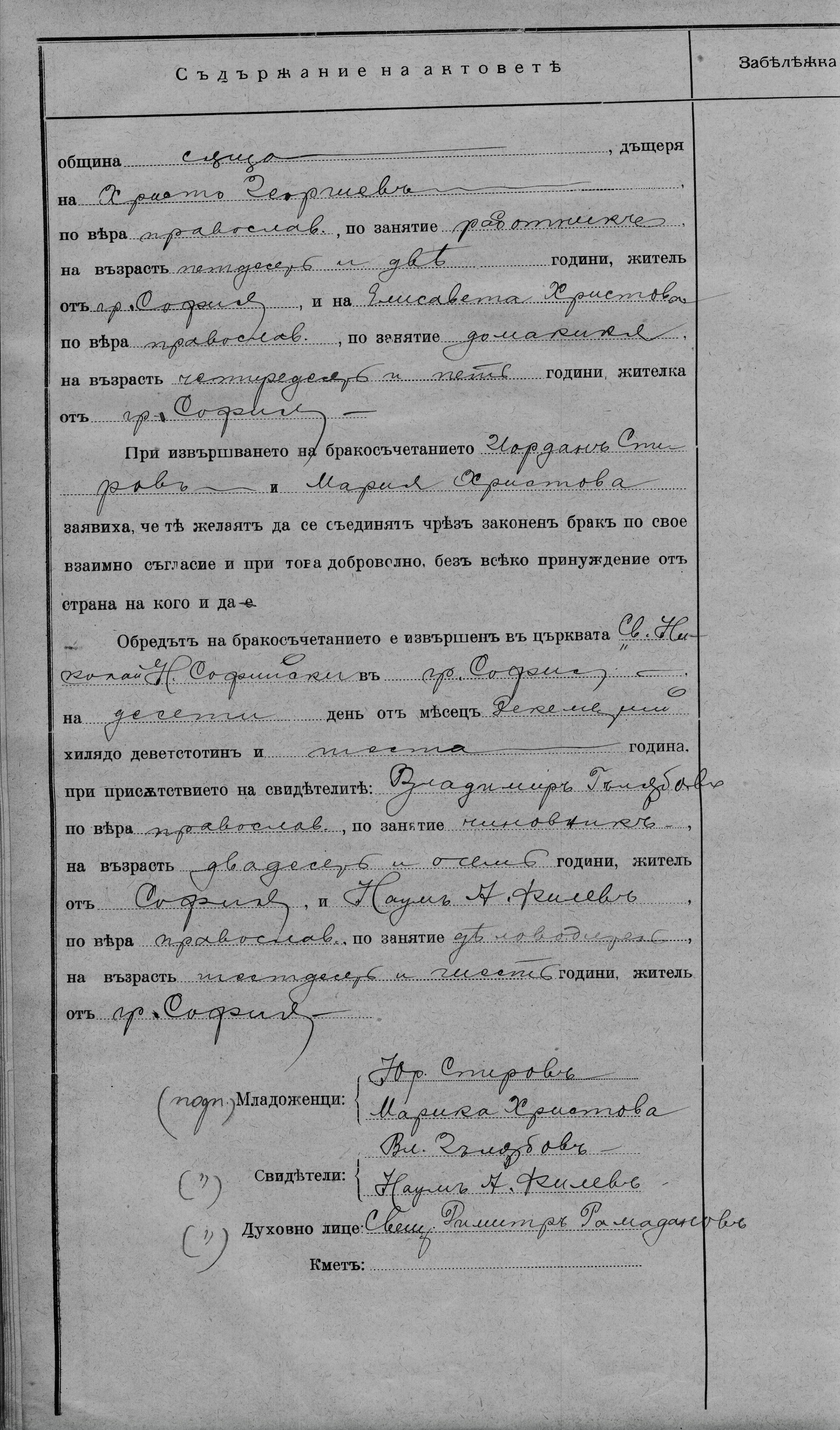
Acte de mariage (verso)

## Sources
1. 1 2  Тодоръ п Адамовъ, Покойници учители-революционери въ Прилепъ, в: Сто години новобългарско училище въ гр. Прилепъ 1843 - 1943, Скопие, „Българско дѣло“,‎ 1943, 149 p. (lire en ligne)
2. ↑  Тодоров, « Съдебният процес срещу Йордан Чкатров », България Македония, no 1,‎ 2009 (ISSN 1312-0875, lire en ligne)
3. ↑  « Димитър Талев за себе си и за творчеството си [Анкета на Ганка Найденова Стоилова с писателя] » [« Dimitar Talev sur lui-même et son œuvre [Interview de Ganka Naydenova Stoilova avec l'écrivain] »], sur sitebulgarizaedno.com (consulté le 3 novembre 2022)0